# Сеуруярви-Кари, Ирья
Ирья Сеуруярви-Кари (фин. Irja Seurujärvi-Kari; род. 21 ноября 1947, Утсйоки, Лаппи) — финский саамский учёный, филолог, специалист по саамским языкам, профессор Хельсинкского университета, доктор наук. Сеуруярви-Кари известна также как саамский политический деятель; депутат Саамского парламента Финляндии двух созывов (2003—2007 и 2008—2011). Эксперт Рабочей группы по изучению положения саамских языков в Финляндии.

## Биография
Закончила в 1974 году Университет Оулу, в 1977—1978 годах училась в Университете Осло. С 1978 по 1985 год была руководителем саамской гимназии в Утсйоки (Финляндия). С 1986 года — лектор в Хельсинкском университете.
В начале 2000-х годов — координатор проекта Саамской энциклопедии.
В 2012 году Сеуруярви-Кари стала первым в Финляндии доктором наук, который защищал диссертацию, написанную на северносаамском языке. Это произошло 21 января в Хельсинкском университете. Докторская диссертация «Ale jaskkot eatnigiella: Движение коренных народов и значение саамского языка в саамском идентитете» была посвящена вопросам постколониализма — в том числе саамской самоидентичности, роли саамского языка в сохранении саамской культуры и процессам саамского межгосударственного сотрудничества с начала 1960-х по 2008 год. В своей работе Сеуруярви-Кари показала, что политическое движение саамов в значительно степени возникло как ответная реакция на ту политику ассимиляции в отношении коренного населения, которую проводили государства, на территории которых проживают саамы. Выступление докторанта проходило на северносаамском, а последующая дискуссия велась как на северносаамском, так и на английском языке.
Сеуруярви-Кари входила в качестве эксперта в Рабочую группу, которая занималась изучением положения саамских языков в Финляндии. Результаты исследования, которые показывали, что все три саамских языка Финляндии находятся под угрозой исчезновения, были вручены в марте 2012 года министру образования Финляндии Юкке Густафссону, который согласился с выводами группы. По мнению Ирьи Сеуруярви-Кари, в сложившихся условиях наиболее важным является организация обучения родному языку дошкольников, причём не только в территории Саамского региона, но и везде в Финляндии в тех местах, где проживают саамы.

## Некоторые публикации
Сеуруярви-Кари — автор большого числа публикаций на саамские темы.
- Ulla-Maija Kulonen, Juha Pentikäinen & Irja Seurujärvi-Kari (toim.): Johdatus saamentutkimukseen. Helsinki: Suomalaisen Kirjallisuuden Seura, 1994. ISBN 951-717-792-5.
- Irja Seurujärvi-Kari: Beaivvi mánát — Saamelaisten juuret ja nykyaika.. Helsinki: Suomalaisen Kirjallisuuden Seura, 2000.
- Ulla-Maija Kulonen, Irja Seurujärvi-Kari, Risto Pulkkinen (toim.): The Saami A Cultural Encyclopaedia. Helsinki: Suomalaisen Kirjallisuuden Seura, 2005.
- Irja Seurujärvi-Kari, Risto Pulkkinen, Petri Halinen (toim.): Saamentutkimus tänään. Helsinki: Suomalaisen Kirjallisuuden Seura, 2011.